# Steve Barrow
Pour les articles homonymes, voir Barrow.
Steve Barrow, né le 29 septembre 1945, est un historien du reggae, écrivain et producteur anglais.
Il est un des cofondateurs de Blood and Fire, un label spécialisé dans la réédition de musique jamaïcaine.
Barrow a écrit de nombreux livres sur le reggae.